# Franck Esposito
Franck Esposito, född 13 april 1971 i Salon-de-Provence, är en fransk före detta simmare.
Esposito blev olympisk bronsmedaljör på 200 meter fjäril vid sommarspelen 1992 i Barcelona.